# Dave Harding
David „Dave” Harding (ur. 14 sierpnia 1946 w Liverpoolu) – australijski piłkarz pochodzenia angielskiego. Grał na pozycji pomocnika.

## Kariera klubowa
Dave Harding rozpoczął karierę we Wrexham A.F.C. w 1965 i grał w nim do 1966. W kolejnych latach grał w New Brighton F.C. i South Liverpool F.C. W 1968 zdecydował się na wyjazd do Australii. W 1968–1974 występował w klubie Pan Hellenic. Z Pan Hellenic zdobył wicemistrzostwo stanu Nowa Południowa Walia w 1968 roku. W 1977 przeszedł do Western Suburbs SC W 1980 grał w Blacktown City. Ostatnim klubem w jego karierze była APIA Leichhardt, w której grał do końca kariery do 1981 roku.

## Kariera reprezentacyjna
Dave Harding w 1974 zdecydował się na grę w reprezentacji Australii. Zadebiutował w reprezentacji 27 kwietnia 1974 w wygranym 2-0 meczu z Urugwajem w Sydney. W 1973 Australia awansowała po raz pierwszy w historii do Mistrzostw Świata 1974. Na turnieju w RFN Harding był rezerwowym i nie zagrał w żadnym meczu. Ostatni raz w reprezentacji Dave Harding wystąpił 13 listopada 1977 w wygranym 2-0 meczu z Singapurem w Singapurze Ogółem w latach 1974–1977 wystąpił w 15 spotkaniach i strzelił 2 bramki.